# Gesta Romanorum
Gesta Romanorum (Дела Римљана) је зборник анегдота, прича и легенди о личностима из класичне антике, као и источњачких, библијских и средњовековних хришћанских легенди, на латинском језику. Зборник је вероватно састављен крајем XIII или почеткомXIV века). Претпоставља се да је настао у монашкој средини, имајући у виду да приче имају дидактички карактер и да се интерпретирају као алегорије које се доводе у везу са хришћанским учењем. Није искључено да је служио као приручник за проповеднике.
Место његовог настанка није познато, а у науци су присутне различите хипотезе које га доводе у везу са Француском, Немачком и Енглеском, и различитим ауторима (Елинан из Фруамона, Пјер Берсуир). 
Зборник садржи до 240 прича у форми анегдота које носе моралну поуку (exempla). Преписивачи су често додавали нове приче, па зато постоје извесне разлике између различитих рукописних верзија. Иако наслов сугерише да су у питању легенде из римске историје, зборник садржи и приче из грчке митологије (о Медузи и Персеју, Пираму и Тири, Одисеју и сиренама), библијске (парафразе прича о Јестири и Јелисеју) и хришћанске легенде (о светитељима Јулијану Странопримцу, Григорију, Јевстатију), као и басне (Андрокле и лав).
До средине XVI века Gesta Romanorum је била једна од најпопуларнијих књига, о чему сведочи и велики број рукописних и штампаних издања и превода на француски, енглески, немачки и холандски језик. Мотиве и сижее из овог зборника директно или индиректно су преузимали и обрађивали писци из каснијих времена (Чосер, Бокачо, Шекспир).
- Илуминирани рукопис „Gesta Romanorum“ из Баварске, око 1452.
- Илуминирани рукопис „Gesta Romanorum“ из Баварске, око 1452.
- Илустрација из „Gesta Romanorum“, око 1452.
- Илустрација из „Gesta Romanorum“, око 1452.
- Превод на немачки, 1470 (Cod. Pal. germ. 101)
- Штампана књига Gesta Romanorum, Fol. II r (GW 10894), Стразбур, око 1486.